# Автошлях E840
Європейський маршрут E840 — європейський автомобільний маршрут категорії Б, що проходить по території Італії і з'єднує міста Сассарі і Чивітавекк'я.

## Маршрут
Весь шлях пролягає через такі міста:
- Італія
  - E35 Сассарі
  - Ольбія
  - Чивітавекк'я